# Storia della psicologia
Per storia della psicologia si intende la storia della psicologia come scienza a sé stante.

## I precursori
Filosofi greci come Platone e Aristotele furono tra i primi a confrontarsi con gli interrogativi fondamentali su come la mente funzioni. I filosofi greci esaminarono molte delle questioni di cui gli psicologi continuano a occuparsi oggi. Per esempio, le capacità cognitive e le cognizioni sono innate o si acquisiscono solo mediante le esperienze? Platone sosteneva l'innatismo, secondo cui certi tipi di conoscenza sono innati o connaturati. Aristotele, invece, riteneva che la mente del bambino fosse come una tabula rasa (una lavagna vuota) su cui venivano scritte le esperienze, ed era un sostenitore dell'empirismo filosofico, secondo cui tutta la conoscenza si acquisisce mediante l'esperienza.

### Nascita del terminepsicologia
La nascita del termine psicologia può essere fatta risalire al XVI secolo, con il tedesco Filippo Melantone, latinista e grecista. Per lui la psicologia era l'insieme di conoscenze filosofiche, letterarie e religiose sull'animo umano. Per inciso il termine del Melantone fu psychologia, e comparve nelle opere dei suoi discepoli Rodolfo Goclenio, Psychologia (in greco) hoc est de hominis perfectione (1590), e Otto Cassmann Psychologia anthropologica sive animae humanae doctrina (1594). 
Ma già in precedenza Johann Thomas Freig, nella sua opera Quaestiones logicae ed ethicae del 1574, si occupa di argomenti che  appartengono alla psicologia e per la prima volta usa questo termine per descriverli.
Ricerche recenti hanno individuato che ne esiste una presenza nella Psychologia de ratione animae humanae (1511-1518) del dalmata Marco Marulo, ma la semantica del termine poco di simile ha con l'uso contemporaneo.
Infine, per quanto riguarda il contenuto e non solo il termine, occorre sottolineare l'influenza di un altro studioso tedesco, proveniente da Friburgo, Gregor Reisch. La sua Margarita philosophica, risalente al 1503 e considerata la più antica enciclopedia stampata della regione tedesca, contiene una raffinata classificazione dei soggetti che compongono la psicologia, sostenuta da una rilettura del De anima di Aristotele che divide le facoltà mentali in vegetative, sensibili e intellettuali.

### L'empirismo inglese: John Locke

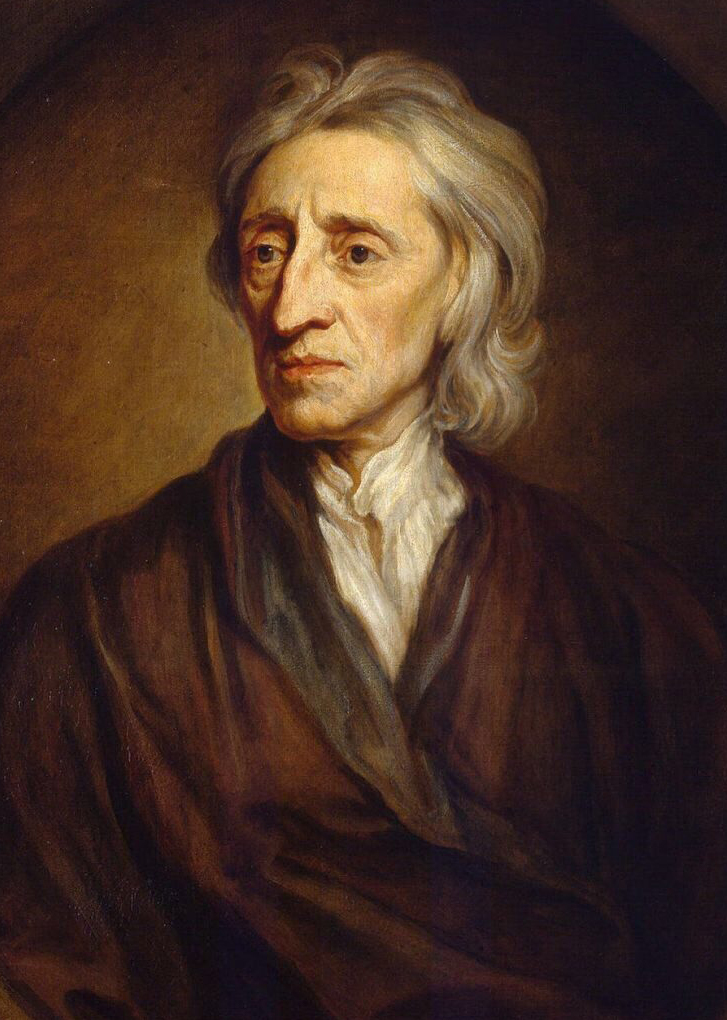
John Locke

Nel 1690 John Locke, filosofo inglese, pubblica il Saggio sull'intelletto umano in cui cerca di ricostruire il funzionamento della mente, per capire come nascono i nostri contenuti mentali, astratti e complessi.
Per lui all'origine delle idee c'è l'esperienza, motivo per cui studia il comportamento animale ed umano. Egli vuole arrivare a capire quale sia il modo migliore per ragionare. La mente viene però analizzata solo attraverso ragionamenti e osservazioni, senza esperimenti.
Difatti nell'opera egli immagina che cosa possa capitare ad una persona, cieca dalla nascita, quando questa riacquista la vista; e si chiede se riuscirà a comprendere le forme degli oggetti senza l'utilizzo del tatto, o ne avrà bisogno. Locke letteralmente immagina un esperimento, non ne compie uno. Per questo il tentativo di studiare la mente di Locke non avrà successo in psicologia, anche se molti filosofi prenderanno spunto da lui per dare una base solida ai propri ragionamenti.

## Nascita della psicologia scientifica
La psicologia scientifica moderna nasce nella seconda metà dell'Ottocento.
Tra il 1850 e il 1870 fisici e medici si occupano dello studio della psiche: le sensazioni, le emozioni, le attività intellettive. Gli scienziati applicarono allo studio della mente le metodologie che già applicavano alle scienze naturali, ma senza rendersi conto che stavano creando una nuova scienza, la moderna psicologia scientifica, in cui fusero le scienze naturali con lo studio della mente.

### Charles Darwin

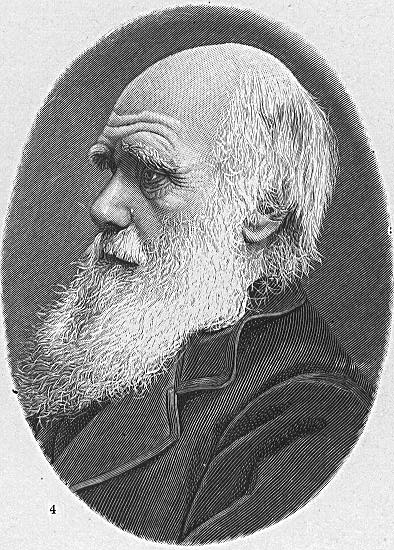
Charles Darwin

Nel 1872 Charles Darwin pubblica L'espressione delle emozioni nell'uomo e negli animali in cui descrive per la prima volta le somiglianze che dimostrano come uomini e animali comunichino sensazioni e manifestino emozioni mediante il comportamento e il movimento di parti del corpo. Nasce così la teoria fisiologica delle emozioni: per Darwin le emozioni sono scariche di energia che attraversano l'organismo, scatenate da stimoli esterni.
La paura è il brusco cambiamento fisiologico che si verifica nell'organismo di chi si trova di fronte a un pericolo. I movimenti con cui noi esprimiamo un'emozione, sono residui di quei movimenti che un tempo usavamo per uno scopo preciso. E così la pensa anche l'etologia. Quindi, per Darwin si comunica anche attraverso il corpo. La comunicazione non verbale (CNV), è diventata importante dopo le ricerche sulle api di Karl von Frisch.

### Franciscus Donders
Tra il 1860 e il 1870, Franciscus Donders studia i tempi di reazione, cioè il tempo che un individuo impiega per rispondere allo stimolo. Ancora oggi si usano per valutare le persone idonee alla guida di autobus ed autocarri. Donders li studiò per misurare le attività mentali. Più sono i passaggi mentali per rispondere a uno stimolo e più tempo viene impiegato per rispondere.
In realtà, la metodologia di ricerca dei "tempi di reazione" è rimasta fin da allora una delle principali metodologie di ricerca sui processi cognitivi (perché anche secondo i più recenti approcci del cognitivismo rappresenterebbero appunto una forma di misurazione facilmente quantificabile della "complessità di elaborazione cognitiva" sottostante, di per sé altrimenti difficilmente accessibile all'osservazione sperimentale). Le metodologie basate sui tempi di reazione, originariamente sviluppate da Donders, hanno quindi svolto un ruolo centrale in molti ambiti della psicologia sperimentale.
Donders sviluppò in origine tre esperimenti tipici:
1. esperimento studia quanto tempo occorre a un individuo per tirare una leva quando vede una luce.
2. esperimento studia quanto tempo occorre a un individuo per tirare una leva quando vede una luce intensa e non debole.
3. esperimento: oltre che a reagire a uno stimolo, l'individuo deve anche scegliere se tirare o no la leva.

### Gustav Theodor Fechner

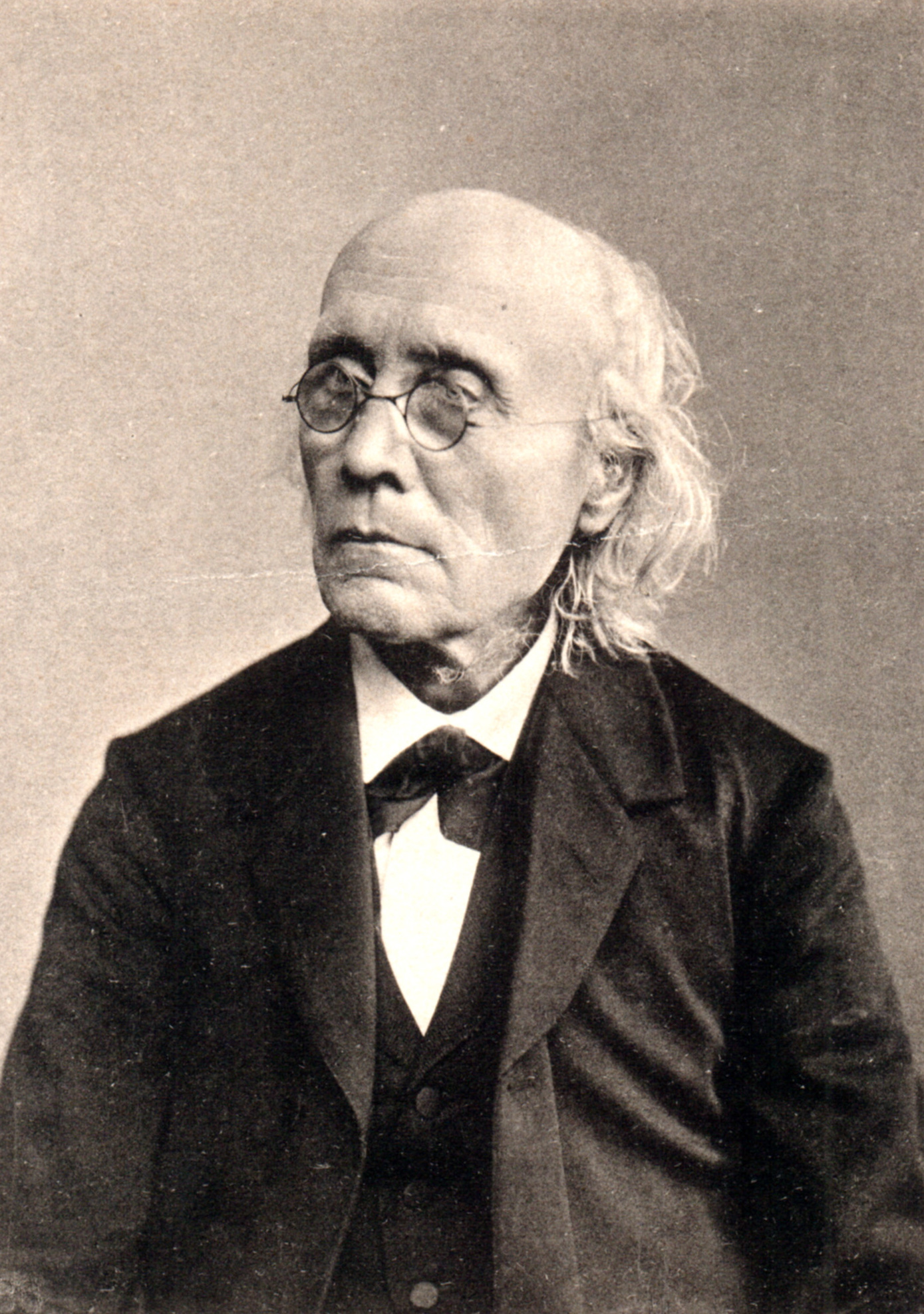
Gustav Fechner

Gustav Theodor Fechner laureato in medicina, è passato alla storia della psicologia, per aver fondato la disciplina della psicofisica ed aver ipotizzato la Legge di Fechner (1860).
Egli studiò per sette anni il rapporto tra gli stimoli fisici e sensazioni mentali.
In Germania vi erano conflitti tra meccanicismo, che considerava tutti i fenomeni pari a quelli fisici, e il vitalismo che considerava tutti i fenomeni appartenenti alla vita e alla mente. Fechner studiava il rapporto mente-corpo, per risolvere la questione tra vitalismo e meccanicismo.

### Ernst Weber

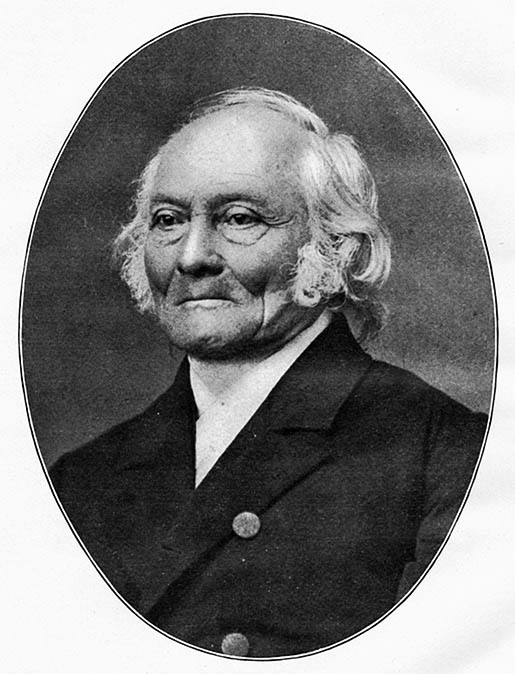
Ernst Weber

Ernst Weber aveva notato che la risposta agli stimoli varia a seconda della loro intensità. Nasce la legge di Weber-Fechner la quale afferma che la soglia sensoriale differenziale varia a seconda della grandezza degli stimoli, ed è proporzionale alla loro intensità. Quindi, essa serve per dire che la sensibilità di un corpo aumenta se gli stimoli aumentano di intensità.

### Wilhelm Wundt

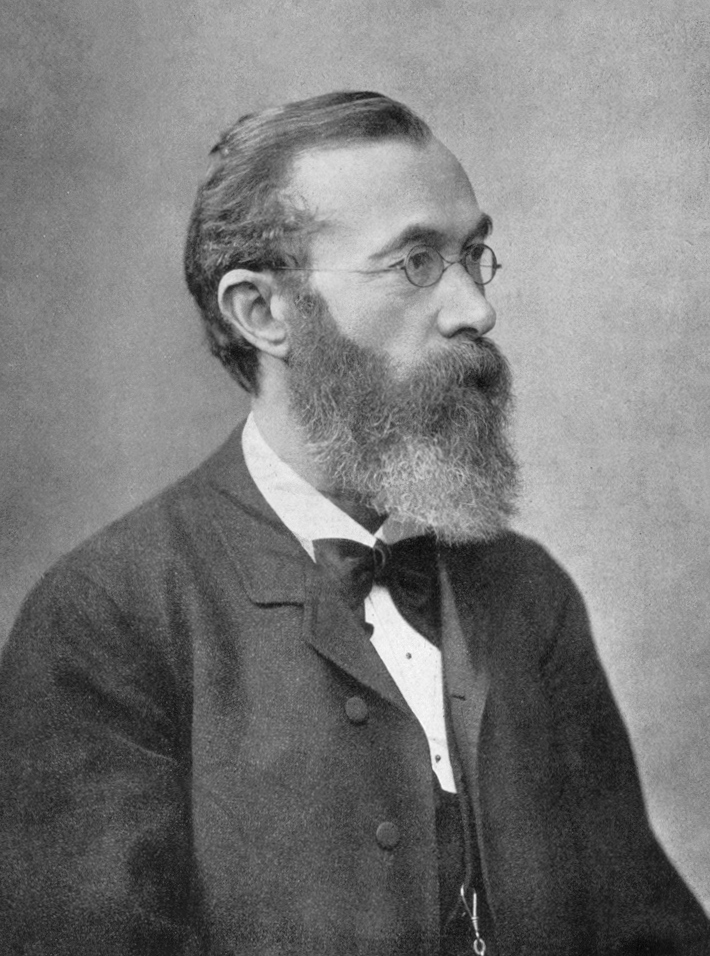
Wilhelm Maximilian Wundt.

Il merito di aver fondato la psicologia come disciplina accademica, va a Wilhelm Wundt, in Germania, che tra il 1858 e il 1862 scrisse il libro "Contributi alla teoria della percezione sensoriale" e più tardi il suo "Manuale di psicologia. Nel 1874 pubblicò l'opera principale: "Principi di psicologia fisiologica". Wilhelm Wundt fu il padre della psicologia, e fondatore del primo laboratorio di psicologia (1879) .
Nel 1875 divenne professore di filosofia a Lipsia, dove fondò il suo laboratorio nel 1879. Nonostante vi fossero ancora termini fisiologia e filosofia, Wundt voleva fare psicologia.
Al laboratorio affluirono allievi e osservatori di tutto il mondo. Veniva studiata la psicofisica ed i tempi di reazione. Era nata la psicologia come disciplina scientifica ed accademica. La cultura di Wundt, la biologia, la fisica, la filosofia, gli avevano permesso di sintetizzare la nuova disciplina.

### Hermann Ebbinghaus
Nello stesso periodo Hermann Ebbinghaus realizza il primo importante lavoro sulla memoria.
Hermann Ebbinghaus fu il primo ad effettuare un lavoro di psicologia sperimentale. Egli si era interessato alla psicologia per caso, trovando un libro di Fechner. Ebbinghaus si occupò della memoria, lo studio alla quale si erano applicati Aristotele e molti filosofi, studiandola nel laboratorio di Lipsia, dove oltre a studiare sensazioni, percezioni, non si studiavano il pensiero, l'apprendimento, la volontà e la memoria. Egli imparava a memoria gruppi di consonanti e vocali senza senso. Combinandole, ottenne 2.300 sillabe. Per impararle, leggeva e le ripeteva dall'inizio alla fine; se si sbagliava o interrompeva nella ripetizione, proseguiva leggendo il resto e poi riprovava a ripetere tutte le sillabe. 
Si può memorizzare attraverso tre tipi di task:
- di rievocazione, con la quale viene chiesto a un individuo di ripetere ciò che ha memorizzato;
- di riconoscimento, con la quale l'individuo deve riconoscere cose già viste o sentite tra altre;
- di riapprendimento; Ebbinghaus usò questo tipo di task. Nella prima seduta imparava delle sillabe, nella seconda provava a riapprendere la medesima lista; al secondo tentativo, per imparare la seconda lista gli occorreva un tempo molto minore rispetto alla prima.

Ebbinghaus arrivò ad alcune conclusioni: 
- Effetto del superapprendimento: a forza di ripetere, il ricordo migliora (aumentando il numero di ripetizioni, aumenta anche il ricordo).
- Curva dell'oblio: al trascorrere dei giorni, il ricordo diminuisce.
- Apprendimento massivo e distributivo: più sedute di studio/memorizzazione sono più efficaci di una lunga seduta singola.
- Effetto seriale: la memorizzazione dipende dall'ordine di presentazione delle sillabe; quelle iniziali e quelle terminali di una serie si memorizzano meglio di quelle intermedie (poi definito effetto di primacy e di recency).

### La Scuola di Würzburg
Nella Germania dell'Ottocento, che era diventato il principale centro scientifico del mondo, molti allievi di Wundt fondarono laboratori e scuole. Tra esse la scuola di Würzburg che, con Kulpe, introdusse il metodo di introspezione (dal latino guardare dentro), consistente nell'osservazione delle nostre esperienze personali e interiori. Kulpe utilizzò l'introspezione (tra la fine del XIX secolo ed il primo decennio del XX) per indagare sperimentalmente sugli stati di coscienza che appaiono irriducibili alle immagini mentali e alle sensazioni, così come risulta per esempio durante i giudizi comparativi fra i pesi di due oggetti.
In precedenza questa tecnica veniva usata molto poco con Wundt, perché vi era la preoccupazione che la descrizione di fatti troppo personali facesse perdere di vista gli obiettivi. I soggetti riferivano allo psicologo fatti interiori, con cui egli cercava di non interferire, chiedendo fatti semplici, senza andare a riallacciarli con il passato.
Gli studiosi di Würzburg non si limitarono a studiare le sensazioni, ma estesero la ricerca sperimentale al pensiero, e a ciò che accade nella mente in qualunque momento.

### Franz Brentano

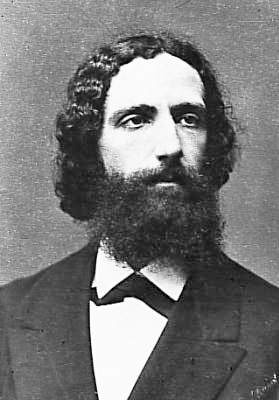
Franz Brentano

Più o meno negli stessi anni Franz Brentano propone un approccio filosofico alla psicologia con la sua scuola di Brentano (prima a Würzburg e poi a Vienna).
Brentano può essere considerato il secondo padre della psicologia (insieme a Wundt). 
Le due tradizioni, quella Wundtiana e quella Brentaniana, rappresentarono per decenni i due grandi orientamenti di ricerca esistenti nella psicologia sperimentale e teorica.
La sua Scuola influenzò Sigmund Freud e precorse i concetti della Psicologia della Gestalt e della Psicologia sociale.
Presso Brentano si formò Carl Stumpf, il fondatore della Scuola di Berlino, da cui derivarono Max Wertheimer, Kurt Koffka, Wolfgang Köhler e Kurt Lewin.
Alla tradizione di Brentano si riferisce anche la Scuola di Graz, il cui fondatore fu Alexius Meinong, da cui derivarono poi importanti influssi (tramite la figura di Vittorio Benussi, primo cattedratico di Psicologia a Padova) per la nascita della psicologia sperimentale in Italia.
La Scuola di Graz si occupò di psicologia sperimentale, di percettologia e di sviluppo della "teoria degli oggetti" (a cavallo tra psicologia sperimentale, psicologia teorica, epistemologia ed ontologia).
Oltre a Benussi, tra i suoi allievi più celebri vi furono Christian von Ehrenfels (uno dei precursori filosofici della Psicologia della Gestalt) e Stephan Witasek.

### Josef Breuer e Sigmund Freud
Sul finire del secolo, le osservazioni di Breuer sulla sua paziente Anna O. e le difficoltà relazionali che ostacolavano il trattamento dei sintomi dell'isteria che la affliggeva, destarono l'interesse di Freud che nello stesso periodo stava cercando la soluzione di problemi analoghi attraverso l'ipnosi. La pubblicazione di "Studi sull'isteria", scritto da entrambi gli Autori, fu l'approccio ai principi della psicoanalisi che Freud introdusse e sviluppò nei decenni successivi incontrando notevoli ostilità nell'ambiente medico e scientifico tradizionale. Le sue principali intuizioni, che formarono le basi della psicoanalisi, furono il metodo dell'analisi mediante libere associazioni, l'analisi del lapsus e di altri atti analogamente involontari e l'interpretazione dei sogni.

## La psicologia nella prima metà del Novecento
All'inizio del Novecento si ha un fiorire di diramazioni all'interno della psicologia, assai varie e profonde. Talune di esse sono riscontrabili ancor oggi.

### La psicologia in Italia
Nel 1905, la nascita del periodico scientifico Rivista di Psicologia ad opera di Giulio Cesare Ferrari, il bando delle prime tre cattedre di discipline psicologiche che sanciva l'ingresso della psicologia nell'Università italiana, e il V Congresso Internazionale di Psicologia a Roma, con il quale la comunità scientifica riconosceva l'esistenza di una psicologia italiana di livello internazionale, furono tre degli eventi fondativi nella storia della psicologia in Italia.
La nascita ufficiale della Psicologia italiana farà capo però alla S.I.P., Società Italiana di Psicologia, che nasce a Ginevra nel 1909 - durante il VI Congresso Internazionale di Psicologia - con il fine di istituire una rappresentanza scientifica per l'Italia nei consessi della psicologia internazionale. La Rivista di Psicologia, pubblicherà nel 1910 il programma di fondazione della S.I.P., sigla che dal 1960 diverrà S.I.P.s. - Società Italiana di Psicologia scientifica.

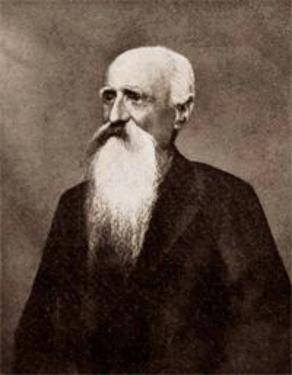
Roberto Ardigò

Ma già nella seconda metà dell'Ottocento diversi studiosi e ricercatori, soprattutto di matrice filosofica, avevano avuto rapporti importanti e continui con la psicologia internazionale contribuendovi con solidi apporti di pensiero. Risale infatti al 1870 un testo di Roberto Ardigò: Psicologia come scienza positiva nel quale lo studioso, un religioso che aveva smesso la tonaca in concomitanza con tali studi, prendeva posizione sulla questione del rapporto tra pensiero e sensazione, differenziandosi da fondamenti dogmatici.
Nello stesso periodo, nel 1874 a Torino, l'accademico Giuseppe Sergi, un antropologo, pubblica Principi di psicologia precedendo di poco Fondamenti della psicologia fisiologica di Wilhelm Wundt le cui idee integra, nel 1881, in Teoria fisiologica della percezione. Ancora a Torino, nel 1891, un altro accademico, il fisiologo Angelo Mosso, inventa l'ergografo e inizia a condurre studi sull'attività muscolare sia durante l'attivazione fisiologica, come nei diversi gradi della fatica, che in stati psichici come la paura; dalla ricerca sulla fisiologia della fatica di Mosso si dirama negli stessi anni la psicofisiologia del lavoro di Mariano Luigi Patrizi con la quale ha inizio in Italia lo studio scientifico del lavoro umano. Poco tempo dopo, nel 1893, lo stesso Sergi fonderà a Roma il primo laboratorio italiano di psicologia sperimentale.
A Roma, nel 1898 si incontrano Sante De Sanctis e il triestino Vittorio Benussi, già allievo di Alexius Meinong che diverrà esponente di spicco della Scuola di Graz; poco dopo quell'incontro, nel 1899 De Sanctis pubblica I sogni, che esce poco prima de L'interpretazione dei sogni ma datato all'anno 1900, ed è criticato da S.Freud. Non solo le critiche però, attestano l'attenzione reciproca che vi era tra studiosi di paesi e culture diverse; infatti più tardi, nel 1927, Freud si riferirà al lavoro di De Santis sulla conversione religiosa come a un'opera pregevolissima nella quale, fra l'altro, vengono utilizzate tutte le scoperte della psicoanalisi.
Nel 1903 a Firenze, Francesco De Sarlo filosofo e accademico, fonda un Laboratorio di Psicologia Sperimentale, annesso alla Facoltà di Lettere e Filosofia del Regio Istituto di Studi Superiori nel quale lavoreranno quali suoi allievi Antonio Aliotta, Enzo Bonaventura ed Eugenio Garin.
Nel 1904, Luigi Valli, storico medievalista che negli anni venti diverrà un dantista abbastanza discusso, pubblica a Roma Il fondamento psicologico della religione un trattato sui fenomeni della religiosità con una corposa documentazione storiografica che si inserisce nella polemica, da decenni assai viva in Italia, tra psicologia e religione.
Per consultare le carte degli psicologi italiani (documenti, scritti, carteggi, fotografie) è possibile accedere al portale dell'ASPI - Archivio storico della psicologia italiana dell'Università degli studi di Milano-Bicocca, che conserva gli archivi di Vittorio Benussi, Giulio Cesare Ferrari, Vito Massarotti e Cesare Musatti, oltre a quello del sociologo Giancarlo Arnao. Sul portale ASPI si trovano schede biografiche, disamine storiche, "spigolature" e "percorsi" che permettono di contestualizzare le informazioni contenute nei documenti. Sono attualmente online il Fondo Cesare Musatti e il Fondo Vittorio Benussi.
Sono in corso di lavorazione gli archivi di Gabriele Buccola, Giulio Cesare Ferrari, Gaetano Kanizsa, Federico Kiesow, Vito Massarotti, Ugo Pizzoli Archiviato il 9 ottobre 2014 in Internet Archive. e Edoardo Weiss.

### La psicologia nel nord-America
Con la diffusione della psicologia, gli atenei degli Stati Uniti iniziarono ad affiancare gli sforzi di ricerca delle Università tedesche all'inizio del XX secolo.
Verso la fine del XIX secolo, alcuni giovani americani si trasferiscono a Lipsia per approfondire la nascente disciplina della psicologia sperimentale presso il Laboratorio di Wundt; tornando in America, iniziano a diffonderne la conoscenza.
Uno di essi, Lightner Witmer, nel 1896 istituisce presso l'Università della Pennsylvania una Psychological Clinic per aiutare i bambini con difficoltà di apprendimento. Si tratta del primo "istituto di psicologia clinica" ad essere fondato nel mondo. I primi risultati della psicologia sperimentale gli sono però solo parzialmente utili per la sua attività applicativa, e si deve quindi rivolgere - per integrare la sua pratica clinica - a educatori, insegnanti ed assistenti sociali, per riceverne suggerimenti e consigli. Inizia proprio in questo contesto la prima suddivisione della scienza psicologica tra gli approcci sperimentali (focalizzati sulla pratica di laboratorio e sulla produzione di dati sperimentali, ripetibili e verificabili) e gli approcci applicativi (che, seppur rigorosi e fondati in gran parte sulla ricerca di base, devono rispondere alle loro complesse necessità operative con maggior flessibilità ed ecletticità). Witmer introdusse anche importanti temi di psicologia scolastica, e fu un pioniere dell'approccio idiografico in psicologia clinica ed applicata, in confronto a quello, all'epoca prevalente, di tipo nomotetico (tipico della psicologia sperimentale).
Anche Edward Titchener (1867-1927), inglese, condusse i suoi studi a Lipsia. Dopo aver studiato con Wundt, a soli 25 anni si trasferì negli Stati Uniti, a Ithaca, per diffondere la psicologia. Egli tradusse il manuale di Wundt in inglese, scrisse anche altri manuali e diresse una rivista scientifica di psicologia. Inoltre fondò una tradizione di ricerca basata sullo strutturalismo, ovvero sulla descrizione degli elementi strutturali che costituiscono la mente.
Secondo Titchener, la psicologia deve analizzare la struttura della mente, che sarebbe formata da tanti elementi che la compongono come un mosaico di sensazioni, emozioni, concetti; l'obbiettivo dello strutturalista è quindi quello di analizzare tutti questi percetti, emozioni, concetti.

#### Lo Strutturalismo

La moglie e la suocera, di William Ely Hill (1915), detta anche "la giovane-vecchia di Boring"

Al Laboratorio di Lipsia approdarono molti studenti e ricercatori da vari paesi, attratti dall'idea di una psicologia come disciplina sperimentale indipendente. Colui che più di tutti apprese la lezione dello sperimentalismo Wundtiano fu appunto l'inglese Edward Bradford Titchener (1867-1927).
Titchener tradusse in inglese l'opera di Wundt, nascondendo di proposito l'eclettismo e le numerose componenti non sperimentalistiche. La riflessione sui testi wundtiani fu per lui il punto di partenza verso l'elaborazione di un sistema personale che va sotto il nome di strutturalismo o esistenzialismo titcheneriano o introspezionismo, e trova il proprio manifesto in The Postulates of a Structural Psychology (1898) e A Textbook of Psychology (1910).
Principi fondamentali ne sono appunto l'elementarismo come costrutto metateorico (ovvero la concezione dello psichismo come "sommatoria" e strutturazione di elementi semplici di base: affetti, sensazioni, percetti, etc.) e l'introspezionismo come metodo (ovvero l'analisi della struttura psichica può avvenire attraverso l'auto-osservazione rigorosa dei propri stessi processi interni da parte di ricercatori appositamente addestrati, secondo specifici protocolli).
Titchener lavorò in campo teorico e sperimentale per oltre trentacinque anni, pubblicando dieci libri ed oltre duecento articoli, soprattutto sull'American Journal of Psychology, che rappresentò per anni la bandiera della psicologia scientifica in terra statunitense.
Lavorò nella sua università alla costituzione di un gruppo selezionato di allievi che volle contrassegnare con il nome di "sperimentalisti". Scrisse quattro volumi conosciuti come i "manuali titcheneriani di laboratorio", contenenti istruzioni dettagliate relative alla conduzione dell'esperimento psicologico nei suoi aspetti tecnici e strumentali.
Con la morte di Titchener rimasero attivi alcuni suoi allievi; fra essi, va ricordato Edwin Boring (1886-1968), padre della moderna storiografia psicologica.

#### Il funzionalismo

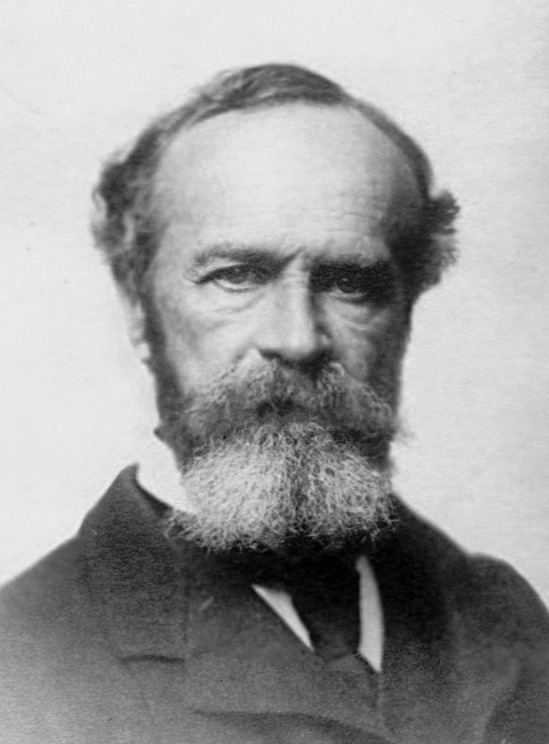
William James

Il funzionalismo, che si sviluppò soprattutto in nord-America, ebbe il suo riferimento principale in William James, che ne pose le basi teoriche con la pubblicazione del suo celeberrimo volume "Principles of Psychology" (1890), e ne rimase il principale ispiratore fino alla morte. 
Egli partiva dalla definizione dei processi mentali considerati in primo luogo nella loro tensione verso un fine, uno scopo, ai fini dell'adattamento all'ambiente; e in secondo luogo considerandoli nella loro dinamica continua, per cui il pensiero è sempre in cambiamento e non è scindibile in elementi separati, come era invece considerato dagli Strutturalisti.
L'idea di "flusso di pensiero" o "flusso di coscienza" ("stream of consciousness") fu un'importante nozione anti-strutturalistica; secondo i funzionalisti, i processi di coscienza non possono essere scissi e considerati in maniera "atomistica", ma solo come una dinamica unitarietà.
Le sfere o strati, pur raggruppando complessi di attività e di contenuti con diversi gradi di coscienza in un'integrazione sintetica, hanno proprietà impersonali, che servono solo per lo studio di modalità generali dell'attività psichica. Con ciò però non si esaurisce la psicologia. Accanto all'analisi dei singoli elementi dell'attività mentale, lo studio psicologico dell'individuo in quella sua totalità che lo caratterizza come singolo tipo. Questa branca della psicologia, denominata "tipologia", studia le caratteristiche dei singoli individui da vari punti di vista; nelle loro qualità intellettive e affettivo-volitive.
In questi concetti generali dell'attività psichica si usano le seguenti distinzioni:
- contenuti psichici o di coscienza: l'elemento che è oggetto in un determinato istante di una funzione;
- funzioni psichiche: modalità specifiche dell'attività cosciente indipendentemente dal loro contenuto;
- meccanismi psichici: modalità specifiche dell'attività dell'inconscio;
- sfere o strati: insieme di funzioni e meccanismi riunificabili in un piano (per es. sfera affettiva, conoscitiva, ecc.);
- tipo psicologico: l'insieme di caratteristiche individuali intellettive e affettivo-volitive che può schematizzarsi in un modello astratto (personalità).

Nell'ambito funzionalista spiccavano alcuni temi di ricerca assenti o secondari in quello strutturalista: l'apprendimento, la motivazione, le differenze individuali, la psicologia evoluzionista e le sue applicazioni nel campo dell'educazione, la psicologia animale.
Per certi aspetti, si può considerare l'approccio funzionalista come un lontano precursore del cognitivismo.
Il paradigma funzionalista fu poi articolato, ed esteso anche in ambito sociale e culturale, da George Herbert Mead. Sviluppatasi nel primo novecento, tra pragmatismo e funzionalismo, la teoria di G.H.Mead poneva in primo piano il ruolo dei fattori sociali nello sviluppo dei processi psichici, sicché fu denominata comportamentismo sociale. In Mead è centrale la tematica del Sé, di cui aveva già trattato ampiamente William James. Il Sé è spiegato nella sua genesi dalle interazioni sociali, in quanto la mente presuppone sempre un contesto sociale per potersi articolare.
In ambito funzionalista, lo psicologo dell'apprendimento Thorndike affrontò il problema dell'apprendimento attraverso esperimenti condotti su animali. L'apprendimento era regolato da 2 leggi: la legge dell'esercizio, per cui l'apprendimento migliorava con l'esercizio e la ripetizione delle prove; e la legge dell'effetto, per cui l'apprendimento si sviluppava in funzione degli effetti (piacere, soddisfazione di un bisogno) conseguenti a un determinato movimento dell'animale. 
Thorndike fu inoltre il primo a formulare chiaramente una teoria connessionistica dell'apprendimento: apprendere è connettere e la mente è un sistema di connessioni tra situazioni-stimolo e risposte. Queste connessioni vengono descritte come processi che si verificano a livello sinaptico. Le ricerche sull'apprendimento animale sono alla base degli studi che Thorndike fece nel campo della psicopedagogia.
In Europa il funzionalismo ebbe una certa diffusione grazie soprattutto all'opera di Claparède, che focalizzò il suo interesse sullo sviluppo psichico infantile e sui problemi psicopedagogici.

#### Il comportamentismo
Un importante tentativo di ridefinire l'oggetto (e di conseguenza i metodi) della psicologia nella prima metà del secolo fu quello comportamentista, che si proponeva di studiare il comportamento umano in prospettiva di "comportamenti osservabili", secondo un paradigma "stimolo-risposta", incluse le funzioni psichiche ed i processi mentali quali intelligenza, memoria, percezione; le esperienze soggettive come i sentimenti, le emozioni, le aspettative, le motivazioni sia coscienti sia inconsce venivano invece programmaticamente escluse dal paradigma di ricerca comportamentista, che riteneva scientifico, utile ed euristico solo lo studio del comportamento manifesto (unità elementare di analisi del comportamentismo).
La nascita del comportamentismo viene abitualmente fatta risalire al "Manifesto" di Watson (1913), che pubblicò un articolo intitolato Psychology as the Behaviorist Views It; le sue prime parole impostano la filosofia di riferimento del paradigma di ricerca:
"La psicologia, per come è vista dal ricercatore comportamentista, è una branca sperimentale puramente oggettiva delle scienze naturali. Il suo obbiettivo teorico è la predizione ed il controllo del comportamento".
Il rifiuto comportamentista di occuparsi dei "processi mentali" (che nella loro metafora diviene una sorta di "black box", una scatola nera di cui è poco importante e forse impossibile comprendere il funzionamento interno, e di cui ci dovrebbero interessare solo gli Input - Stimoli e gli Output - Risposte), e di non riconoscere valore ai metodi basati sull'introspezione (propri dello strutturalismo e, seppur in un senso molto diverso, della psicoanalisi), era destinato ad avere enormi effetti sullo sviluppo delle metodologie di ricerca della psicologia sperimentale del Novecento.
Il lavoro di Watson venne proseguito da molti ricercatori, tra cui spicca il rigoroso sperimentalista Skinner, e diversi neocomportamentisti (che aprirono la strada al primo cognitivismo), tra cui Edward Tolman e Frederic Bartlett.

### La scuola sovietica

#### La riflessologia

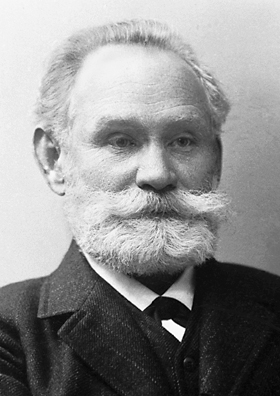
Ivan Petrovic Pavlov

Intanto, in Russia stavano nascendo altre scuole, più interessate ai riflessi. Per questo si fa riferimento a queste scuole come riflessologia russa. La scuola più importante fu quella di psicologia dell'apprendimento fondata da Ivan Pavlov, noto per i suoi studi sulla digestione.
Tra la fine del XIX secolo e l'inizio del XX secolo, Ivan Petrovic Pavlov (1849-1936), insegnante all'accademia militare di Pietroburgo, si dedicava a ricerche sui riflessi nervosi. A Pavlov non andava molto a genio la psicologia, perché secondo lui era basata su discorsi fumosi e poco rigorosi.
Egli cominciò a studiare il condizionamento classico, ovvero una forma semplice di apprendimento. Il condizionamento classico si distingue da quello operante, utilizzato dagli americani. Per Pavlov un individuo per imparare deve essere ricompensato e punito. Per i suoi esperimenti egli utilizzava dei cani, esponendoli a stimoli, a cui essi avrebbero dovuto rispondere attraverso la salivazione. Egli deviava la saliva dall'interno per farla affluire in appositi contenitori. Tramite fistole salivari creava un contatto del cavo orale con l'esterno. Essi venivano messi in alcune apposite torri del silenzio. Attraverso chirografi, Pavlov registrava la quantità di saliva prodotta in ogni momento. Se si metteva del cibo in bocca al cane, esso rispondeva con la salivazione, mentre il chirografo incrementava la quantità di saliva. Fin qui tutto è normale e non vi è nulla di strano, perciò viene chiamato riflesso incondizionato o assoluto; questo avviene quando uno stimolo proveniente dall'esterno causa una reazione all'interno di un organismo. Pavlov notò che i cani salivavano anche quando sentivano i passi del cameriere che arrivava per dar loro il cibo. Nel momento in cui sentiva i passi avvicinarsi, il cane immaginava il momento in cui avrebbe avuto il cibo in bocca, si aveva una salivazione psichica.
Il riflesso condizionato, era invece quel riflesso che dipendeva dalla situazione. Grazie al condizionamento classico, le risposte degli individui possono essere determinate anche da alcuni stimoli che non sono importanti. Pavlov associò il cibo ad altri stimoli come un campanello o delle luci. Il cane si adattava all'ambiente del laboratorio poiché ad alcuni stimoli come il campanello, dopo la salivazione veniva dato il cibo al cane. Pavlov studiò tutte le risposte condizionate e gli stimoli. Così vennero fissati i principi del condizionamento classico, che ottiene una risposta nota da un nuovo stimolo.

#### La Scuola storico-culturale
La scuola pavloviana fu considerata in Occidente la scuola psicologica sovietica per eccellenza.
La rivoluzione ebbe, come è noto una profonda influenza sulla cultura, l'arte, la filosofia e la scienza nel nuovo stato sociale. 
Le questioni da affrontare erano sia teoriche (rapporti tra psicologia e marxismo, psicologia e scienze naturali), sia pratiche (quale ruolo doveva avere la psicologia nella società comunista, quali compiti doveva svolgere lo psicologo nelle scuole, nelle fabbriche, negli ospedali).
Lev Vygotskij nato nel 1896 a Gomel, scrisse La tragedia di Amleto (nel 1915) e La psicologia dell'arte. 
Nel 1924 entrò a lavorare all'Istituto di psicologia di Mosca, dando inizio alle ricerche sui processi cognitivi che furono alla base della scuola storico-culturale. A soli trentotto anni morì di tubercolosi.
La prima formulazione sistematica dei concetti e metodi della teoria storico-culturale venne data negli Studi sulla storia del comportamento (1930), trattazione suddivisa in tre parti, ciascuna delle quali esamina le funzioni psichiche dei primati, del bambino e dell'uomo adulto, con l'illustrazione dei metodi impiegati e degli esperimenti condotti. 
Il problema principale affrontato è il rapporto tra il comportamento degli animali e quello dell'uomo, da una parte, e lo sviluppo delle funzioni psichiche dal bambino all'uomo dall'altra.
La prospettiva è di tipo evolutivo, sia in senso filogenetico (animale-uomo), sia in senso ontogenetico (bambino-uomo). Lo studio evolutivo mostra che vi è una continuità strutturale e funzionale e una serie di momenti critici che distinguono nettamente i vari comportamenti.
I riflessi condizionati possono essere comuni agli animali e all'uomo, ma mentre per i primi costituiscono l'unità fondamentale di comportamento, per il secondo sono solo i processi più elementari e rappresentano i processi meno tipici.
Tra animali e uomini vi è una specie di salto nelle modalità di interazione con l'ambiente. 
L'uomo usa gli strumenti intesi come utensili e simboli, in primis il linguaggio. L'uso degli strumenti è appreso nel contesto sociale durante lo sviluppo. Nei primi anni di vita il bambino usa i simboli (sia nel senso di parole che di regole dell'attività comportamentale) in base all'interazione che ha con i propri genitori o con gli altri adulti nella vita quotidiana. In seguito userà i suoi simboli senza bisogno degli altri.
In "Pensiero e linguaggio", uno dei classici della psicologia dei processi cognitivi, Lev Vygotskij elabora una teoria che ancora oggi rappresenta un punto di riferimento fondamentale. Il pensiero ed il linguaggio hanno due radici genetiche differenti. Sia nel bambino che nell'animale ci sono forme evolute di attività intellettiva relative alla soluzione di problemi e all'adattamento all'ambiente. 
Queste attività possono essere indipendenti dal linguaggio.
Il bambino può usare forme primitive di linguaggio senza implicare processi intellettivi o di pensiero, ma per comunicare stati emotivi, richiamare l'attenzione dei genitori. Intorno ai due anni il pensiero e linguaggio iniziano ad interagire. Il linguaggio diventa il mezzo per comunicare il proprio pensiero agli altri e strumento di regolazione del comportamento.
Una distinzione importante, ripresa da membri della scuola storico-culturale e in particolare da Lurija, è quella tra linguaggio come strumento di comunicazione e come strumento di regolazione del comportamento. Le due funzioni del linguaggio si sviluppano in tempi diversi, la funzione comunicativa si sviluppa intorno ad un anno e mezzo due anni, la funzione regolativa intorno ai quattro anni.
Un aspetto importante di questa teoria è l'interiorizzazione: 
1. Primo stadio: il linguaggio è espresso a voce alta per comunicare con altri
2. Stadio successivo: viene usato interiormente come strumento di regolazione delle proprie azioni.

L'interiorizzazione è quindi un processo graduale che si compie non prima dei 7 anni. 
È sulle fasi di sviluppo che si centrano le critiche di Vygotskij a Jean Piaget. 
Molti autori contemporanei hanno concentrato la loro attenzione sulla polemica Vygotskij-Piaget, perché attraverso essa è possibile impostare un discorso assai più generale su tutto lo sviluppo mentale del bambino.
Secondo la teoria espressa da Piaget in Il linguaggio e il pensiero del fanciullo (1923), il linguaggio egocentrico del bambino è la manifestazione immediata dell'egocentrismo, che è un compromesso tra l'autismo iniziale e la progressiva socializzazione del pensiero infantile, mentre per la teoria di Vygotskij si ha invece una considerazione del tutto opposta: il linguaggio egocentrico del bambino rappresenta uno dei fenomeni di transizione dalle funzioni interpsichiche a quelle intrapsichiche e cioè un passaggio da forme di attività sociale a forme di attività interamente individuale.
Per Vygotskij il linguaggio è una funzione psichica complessa che si sviluppa nel bambino nell'interazione con l'ambiente sociale, è una funzione interpsichica, che mette in rapporto una persona con l'altra. Successivamente diviene una funzione intrapsichica che permette di regolare dall'interno i propri processi cognitivi e il proprio comportamento.
Per Piaget il percorso è l'opposto. Da funzione interna e propria del bambino, il linguaggio diviene gradualmente una funzione socializzata. Per la teoria storico-culturale, lo sviluppo di funzioni complesse come il linguaggio ha come condizione necessaria l'interazione dell'individuo con l'ambiente sociale.
La struttura del linguaggio è innata, ma la lingua che un individuo parla è determinata dall'ambiente sociale e dalla cultura in cui l'individuo nasce e cresce. 
V. distingue: il linguaggio interiore abbreviato, dal linguaggio esteriore che usiamo quando parliamo con un'altra persona è più disteso e completo.
Dopo i lavori degli anni tra il 1925 e il 1935 vi fu un rallentamento dovuto alla svolta politico-culturale dello stalinismo e alla graduale egemonizzazione della scuola pavloviana. La ripresa avvenne nella seconda metà degli anni cinquanta, con la riedizione di alcuni scritti psicologici di Vygotskij. Lurija si interessò dei processi emotivi e dinamici. Durante la seconda guerra mondiale cominciò ad interessarsi delle lesioni cerebrali, con tutta una serie di opere tra cui funzioni corticali superiori nell'uomo 1962.
Le funzioni cerebrali che mediano funzioni psichiche complesse non sono traducibili nei termini di riflessi condizionati, ma sono sistemi funzionali, sistemi di interazione cerebrale molto più complessi, la cui organizzazione, in accordo con la teoria generale storico-culturale, si sviluppa in stretta relazione con l'ambiente.
Il linguaggio, per esempio, non ha come struttura fisiologica di base il riflesso condizionato come sostenevano i pavloviani, ma risulta dall'interazione di strutture cerebrali diverse che si sviluppa e modifica nel corso dell'ontogenesi. Data questa stretta relazione tra cervello e ambiente, si spiega come le lesioni cerebrali producano disturbi differenziati da individuo a individuo a seconda delle loro abitudini, della loro lingua, della loro cultura.

### La psicologia in Europa

#### La psicologia della Gestalt
Alcuni punti essenziali che caratterizzarono la Teoria della Forma e permettono di introdurre la trattazione su una delle principali scuole della psicologia del Novecento possono essere:
1. l'attacco della Gestalt all'introspezione analitica; il suo rifiuto dell'attenzione, dei processi inconsci, dell'esperienza passata e dell'associazione come spiegazione dei processi percettivi e ideativi; il suo programma di ricerca che prevedeva di "procedere dal sopra al sotto piuttosto che dal sotto al sopra" (Top-Down vs. Bottom-Up) come invece richiedevano le impostazioni teoriche precedenti. Tutto ciò spinse a riconsiderare non solo i metodi e le teorie correnti fino al 1912, ma anche i dati e le variabili utilizzabili a fini sperimentali;
2. nella Teoria della Forma la ricerca teorica fu il fondamento di concrete indagini empiriche, e gli psicologi della Gestalt si basarono su esperimenti compiuti in condizioni di laboratorio controllate con cura;
3. un aspetto fondamentale di questa teoria fu la ricerca di una corrispondenza tra il dato fenomenologico e il processo neurofisiologico, definito Isomorfismo; rimaneva caratteristica della Teoria della Forma l'esigenza di una risposta neurofisiologica sulle basi dei processi mentali;
4. un altro aspetto importante è il fatto che tale teoria ha descritto fenomeni psichici che restano incontrovertibili, al di là delle spiegazioni che sono state costruite dai gestaltisti. Si poteva quindi concepire la teoria della forma come una teoria descrittiva più che una teoria costruttiva;
5. tutte queste caratteristiche della teoria della forma erano fondate su un altro aspetto: la semplicità della teoria stessa, nel senso di capacità di ridurre i fenomeni indagati a pochi, ma esaustivi, principi concettuali.

Le ricerche compiute da Max Wertheimer a partire dell'estate del 1910 sulla percezione del movimento furono illustrate nel 1912 nell'articolo “studi sperimentali sulla visione del movimento”, articolo considerato come la prima pubblicazione in cui compare l'impostazione teorica della Gestalt. In tale articolo egli descriveva la percezione del movimento fenomenico (Fenomeno Phi).
I rappresentanti più importanti di questa scuola furono Wertheimer, Köhler, Koffka. Tutti e tre emigrarono dalla Germania verso gli Stati Uniti nei primi anni trenta, per motivi razziali.
Oltre a loro, di grande rilievo è stato Kurt Lewin (1890-1947), il fondatore della "Teoria del campo", che rifacendosi alla lezione gestaltista fondò nel 1944 il Centro per lo Studio delle Dinamiche di Gruppo al MIT di Boston. 
Il Centro realizzò alcuni dei più importanti progetti di ricerca sui processi di gruppo nella storia della psicologia sociale.

#### La psicologia dinamica

##### Sigmund Freud e la psicoanalisi
Tra la fine del XIX secolo e l'inizio del XX secolo nasce a Vienna la psicoanalisi (vedasi Storia della psicoanalisi), fondata da Sigmund Freud. La psicoanalisi si rivelerà una disciplina con una propria autonomia e fecondi risultati in molte altre discipline. L'idea freudiana di un inconscio che, senza che ce ne rendiamo conto, ci impone delle scelte, è ormai diffusa anche nell'uso comune. Dalla psicoanalisi nasceranno, tra l'altro, molte teorie terapeutiche.
In realtà, il costrutto teorico di inconscio nasce prima di Freud, e riceve una prima "pre-elaborazione" ad opera di vari teorici nel corso del XIX secolo: Hartmann, Pierre Janet ed altri; Freud lo rielabora però profondamente, e lo pone come costrutto fondamentale della sua articolata metapsicologia.

##### Carl Gustav Jung e la psicologia analitica
Tra i discepoli di Freud il più famoso fu lo psichiatra svizzero Carl Gustav Jung, che dopo essersi occupato per alcuni anni del rapporto tra processi ideativi di tipo associativo e istanze di elaborazione inconscia, rielaborò profondamente ed estese il concetto di Libido, da quello classico e riduttivo di pulsione sessuale ad un concetto di energia psichica più ampia, comprensiva ed articolata; introdusse per primo il concetto di inconscio collettivo, ed approfondì l'interesse della psicoanalisi per l'analisi dei processi simbolici ed il rapporto tra istanze culturali e individuali.
La profonda riformulazione teorica del concetto di Libido causò una scissione nel movimento psicoanalitico, e Jung, che fino a quel momento era stato ritenuto "il delfino ed erede" di Freud, ne fuoriuscì, con una "rottura" piuttosto drammatica.
Nel 1913 fondò a Zurigo la sua scuola di psicologia analitica, a tutt'oggi assai vitale e feconda, e da cui sono derivate nel corso degli ultimi decenni tre correnti principali: quella "classica" del C.G.Jung Institut di Zurigo, che si focalizza maggiormente sugli aspetti individuativi del processo analitico; quella "evolutiva", il cui principale esponente è Michael Fordham (e che punta ad integrare alcuni aspetti teorici junghiani con quelli degli approcci psicodinamici post-freudiani), e quella "archetipica", il cui principale esponente è James Hillman (che approfondisce maggiormente gli aspetti archetipici, simbolico-religiosi e quelli propri dell'inconscio collettivo).

##### Alfred Adler e la psicologia individuale comparata
L'altra grande secessione dal movimento psicoanalitico è operata da Alfred Adler nel 1911.
La Psicologia individuale fondata da Adler ha risentito senz'altro dell'incontro con la teoria freudiana, ma ha sempre conservato la sua autonomia concettuale che le deriva da un contesto culturale e sociale diverso da quello in cui si sviluppò il pensiero freudiano. Adler collocò la propria teoria all'interno di una concezione sociale della vita psichica estranea alla psicoanalisi freudiana, ma invece si traduceva in una maggiore attenzione teorica non solo alle condizioni sociali dello sviluppo psichico, ma anche alle condizioni concrete che potevano essere realizzate per favorire meglio tale sviluppo.
Gli interventi costanti di Adler in medicina sociale e del lavoro, l'organizzazione di centri di consultazione psicopedagogica e la fondazione di una nuova scuola sociale lo caratterizzano come uno psicologo attivo negli anni venti della Vienna rossa. Nelle sue opere sviluppò in modo originale due concetti fondamentali della psicologia individuale: l'Inferiorità organica, per cui una deficienza organica condiziona la crescita psichica individuale, e il Carattere ovvero l'organizzazione psicologica di origine ambientale che si rivela nell'interazione tra l'individuo e il suo ambiente sociale.
Adler parla di Organo Psichico, un sistema unitario al servizio dell'organismo umano per assicurarne la conservazione e favorirne lo sviluppo. L'organo psichico non è una struttura fisiologica, ma un insieme di forze di natura psichica finalizzate all'adattamento dell'individuo al suo ambiente, la vita dell'anima umana è dunque determinata da uno scopo. Questo movimento della psiche è radicato in un ambiente sociale, infatti la natura della psiche umana è prioritariamente sociale, non ha come presupposto delle forze biologiche, l'Es descritto da Freud. Il suo essere sociale l'uomo lo vive come un sentimento innato che struttura e organizza la sua vita psichica. La prima fondamentale relazione sociale è quella che il neonato vive con la propria madre. L'altro tessuto sociale entro cui si sviluppa la vita psichica è quello costituito dalle relazioni con gli altri membri della famiglia, denominato costellazione familiare. 
In questo complesso, la figura paterna ha per Adler un'importanza notevole, ma non quella esclusiva assegnata da Freud in relazione al complesso di Edipo, concetto rifiutato da Adler. Quando il bambino nasce si trova in una naturale inferiorità organica: prima ha bisogno di nutrizione e di cure per sopravvivere, poi interagisce con adulti che appaiono più forti e sicuri, e poi c'è l'inferiorità psicologica che è avvertita nella relazione interpersonale con gli adulti e con i pari. La crescita psichica si realizza attraverso il superamento del sentimento di inferiorità, grazie a modalità di compensazione che caratterizzano la vita psichica di ogni singolo individuo e che complessivamente sono indicate come il suo stile di vita. La forza che spinge questa crescita psichica verso la realizzazione della propria personalità è chiamata da Adler il Sé creativo.
La psicoterapia è vista come un riorientamento del paziente rispetto alle necessità della realtà presente e concreta piuttosto che come un processo di scavo nel profondo di una psiche considerata scindibile da tale realtà.
Il rapporto fiducioso e ottimistico che si deve instaurare, per Adler, tra l'analista e il paziente non passa attraverso il transfert e la riproposizione di passate dinamiche interpersonali nella condizione terapeutica. Il paziente che sta seduto di fronte al proprio analista, deve vivere una situazione di incoraggiamento e compartecipazione emotiva in questo recupero del proprio Sé, piuttosto che una condizione di disagio fisico e psichico.

## La psicologia tra gli anni quaranta e gli anni settanta del Novecento

### La psicologia sociale
Branca della psicologia che studia il rapporto tra processi psicologici e processi sociali, e dell'interazione tra comportamento individuale ed ambiente sociale.
La psicologia sociale moderna può essere divisa in due tendenze di ricerca divergenti, note come "psicologia sociale psicologica" (la prospettiva mainstream) e "psicologia sociale sociologica" (la prospettiva emergente).
Entrambe queste due linee di sviluppo si strutturarono, concretizzando altri contributi precedenti, nel 1908, quando vennero pubblicati:
- Psicologia Sociale, di William McDougall (approccio psicologico)
- Psicologia Sociale, di Edward. A Ross (approccio sociologico).

Queste tendenze sono accomunate dall'obiettivo di spiegare la vita sociale dell'uomo, il rapporto, reale o immaginato, con l'altro e la vita psicologica del gruppo (al contrario della sociologia, che si occupa del sociale tout-court), ma sono divise nell'individuare la prospettiva per inquadrare i fenomeni in questione: l'individuo nel caso della psicologia sociale psicologica, la società nel caso della psicologia sociale sociologica. Queste tendenze sono, al limite, divise dalla contrapposizione tra nominalismo sociale ("la società non è che la somma degli individui", asserzione tipica del pensiero pre-durkheimiano) e realismo sociale ("l'individuo è una pura astrazione senza alcuna forza esplicativa dell'azione sociale", tipica di Durkheim).

### Psicologia sociale psicologica
Le principali tappe concettuali dello sviluppo del settore sono le seguenti:
- Istintualismo

Appartiene di diritto al filone psicologistico per via dell'individualismo esplicativo professato, diviso tra una "destra" (scuola tedesca dell'etologia, Lorenz) e una "sinistra" (scuola inglese dell'etologia, Tinbergen).
- Psicoanalisi

Uno degli sviluppi più originali dell'istintualismo è la psicoanalisi che, a partire da Freud, si occupa come uno dei suoi temi fondanti, del rapporto tra singolo e società. La personalità è determinata dalle relazioni tra pulsioni individuali ed esigenze collettive, mediata principalmente dal rapporto che gli individui intrattengono con i genitori.
Il filone culturalista è quello che in psicoanalisi si è fatto fautore di una rivalutazione dei processi consci favorendo una correzione dell'individualismo psicoanalitico in senso socio-culturale.
Quattro esponenti della psicoanalisi produssero riflessioni di particolare rilevanza in questo ambito:
- Alfred Adler: sentimento di inferiorità rispetto agli altri alla base dei disturbi psicologici. L'uomo sano è quello realizzato socialmente.
- Karen Horney: il comportamento degli individui è influenzato dalla società e dalla cultura in misura maggiore che dall'individuo. Il confine tra normalità e patologia è culturale.
- Erich Fromm: la natura dell'uomo è culturalmente costruita.
- Abraham Kardiner: Esiste una personalità di base, una configurazione di tratti psicologici basilari tipici dei membri di una determinata società, funzionali alle prevalenti esigenze socioculturali.

Fu poi la Scuola di Francoforte a sviluppare i collegamenti possibili tra psicoanalisi e sociologia, interessandosi di costrutti quali la società di massa, lo sviluppo della personalità autoritaria, ecc.
- Comportamentismo

Nello sviluppo storico della psicologia sociale psicologica negli USA, un ruolo fondamentale ha il comportamentismo. L'individuo si presenta alla realtà come tabula rasa, quello che diventa è tutto determinato dall'interazione nella sfera sociale; la stessa interazione sociale è dovuta all'apprendimento, al condizionamento, al rinforzo (Gordon Allport, 1924).
Il comportamentismo, che esclude l'importanza di supporre qualcosa come la "mente", si è sviluppato sulla base di un modello S—R (Stimolo- Risposta). Negli anni cinquanta ha preso piede una versione aggiornata del comportamentismo, detta neo-comportamentismo, che suppone un'elaborazione dello stimolo da parte dell'organismo prima della risposta (S-O-R, Bandura, Esperimento della bambola Bobo).
- Cognitivismo

Fu Bartlett che nel 1932 fornì un primo apporto del pre-cognitivismo alla psicologia sociale con il concetto di "schema", ovvero di come nella memoria si organizzino le informazioni provenienti dal mondo esterno in insiemi fortemente influenzati dalle altre informazioni precedentemente acquisite.
Successivamente Lewin elaborò, in contrapposizione con il comportamentismo, la cosiddetta "Teoria del Campo (1951), con il cambio di paradigma: O-S-O-R. L'individuo, in tale prospettiva, è in un rapporto reciproco con la società all'interno di un campo psicologico condiviso. Le relazioni dell'individuo con gli altri non sono fatti esterni, ma parti del suo "spazio di vita", del quale l'interiorità è una delle regioni. La teoria del campo è influenzata dalla Gestalt e dalla fenomenologia. In tal senso, le percezioni e gli atteggiamenti sociali non vengono visti come esito di operazioni cognitive elementaristiche, ma in quanto fenomeni unitari.
Lewin ha avuto molti allievi e continuatori, tra cui i più rilevanti furono (con relativi contributi):
- Solomon Asch (1956):
  - La percezione che l'individuo ha degli altri non è semplicemente la somma delle singole percezioni, ma ha delle caratteristiche generali e un'organizzazione complessiva che fa presa sull'individuo. Il singolo produce uno sforzo attivo per comprendere e padroneggiare gli stimoli esterni, organizzandoli in insiemi coerenti e dotati di senso, usando come riferimento imprescindibile l'opinione degli altri, elementi costituente del campo cognitivo e dunque essenziali partner per il processo conoscitivo.
  - L'individuo ha con gli altri un campo mutuamente condiviso.
  - La maggioranza ha una forza conformatrice sull'individuo (esperimento della linea)
- Leon Festinger (1957):
  - in presenza di una dissonanza cognitiva fra le diverse cognizioni o fra cognizione e comportamento, si attiva una potente forza motivazionale tesa a ristabilire l'equilibrio cognitivo (esperimento dei 1-20 dollari)
- Fritz Heider, 1958:
  - L'individuo si forma una serie di idee causali strutturate e ben ordinate, per mantenere l'equilibrio cognitivo.
  - Teoria dell'attribuzione causale.
  - Euristiche.
- Muzafer Sherif:
  - Le norme sociali hanno un ruolo fondamentale di sostegno cognitivo per l'individuo, essendo un insieme di riferimenti funzionali al quale l'individuo può "ancorarsi".
  - Esperimento dell'effetto autocinetico
- Neo-Cognitivismo e Social Cognition

Se il primo cognitivismo si era concentrato su fenomeni dinamici - (detti "hot cognition", o "cognition in the wild") – a partire dagli anni sessanta, con la svolta che porta il cognitivismo a diventare il mainstream della psicologia accademica, si sviluppa un interesse per i "processi freddi" ("cold cognition").
- Ulric Neisser, 1967 (Human Information Processing): l'individuo si rapporta al suo ambiente fisico e sociale in funzione del modo in cui elabora le informazioni che da quell'ambiente gli provengono, ovvero in funzione del modo in cui esse sono percepite, memorizzate, organizzate e rappresentate dal sistema cognitivo.
- Social Cognition (anni ottanta): è l'area attualmente più sviluppata della psicologia sociale, ed è focalizzata sull'analisi di come gli individui si rappresentino, pensino, ricordino gli altri. È caratterizzata da un forte interesse per i processi cognitivi derivanti dalla percezione sociale, e di come queste informazioni e il loro contenuto valutativo ed emozionale vengano immagazzinate in memoria. Il sistema cognitivo lavora per realizzare scopi e per salvaguardare le risorse cognitive, usandole con la massima efficienza.

Negli anni novanta, anche all'interno del cognitivismo si sviluppa un rinnovato interesse per i processi “caldi”. Contemporaneamente la polemica contro la corrente di social cognition classica è diventata sempre più forte, a causa della critica verso il suo individualismo esasperato e la distanza del laboratorio dalla vita vera. Tra i critici si è diffuso il motto: "What's social in social cognition ?" ("Cosa c'è di sociale nel cognitivismo sociale ?").

## La psicologia sociale sociologica
Tra i principali approcci ed autori di questo settore di ricerca:
- Interazionismo simbolico:

Questa corrente, fondata da George Herbert Mead, concilia in qualche modo gli opposti estremismi della psicologia sociale psicologica e sociologica: sono gli individui ad agire individualmente, ma sulla base di significati collettivi, pur continuamente ristrutturati in un processo di interpretazione della realtà. Quindi oggetto di studio saranno l'insieme dei significati condivisi ed il linguaggio, in netta opposizione alle correnti di psicologia sociale sociologica.
- Mead, 1934: La mente ha una natura sociale, perché opera su simboli codificati socialmente. Il self è la consapevolezza di sé a partire dal riconoscimento dei propri simili. Fondamentale è il ruolo del linguaggio, che permette di prendere il posto dell'altro.
- Vygotskij, 1935 (senza aver avuto contatti con Mead): linguaggio e pensiero sono strettamente correlati, essendo l'uno lo strumento dell'altro. Per questo motivo, la mente è una costruzione sociale.
- Scuola di Chicago - H. Blumer, vicino alle posizioni di Mead.
- Scuola dell'Iowa - M. Kuhn, più positivista.
- Interazionismo simbolico socio-strutturale (Stryker).
- Sviluppi dell'interazionismo:
  - Etnometodologia, Garfinkel
  - Approccio drammaturgico e conversativo, Goffman
  - Socio-costruzionismo e discorsivismo (Gergen, Potter e Billig): è escluso ogni riferimento ai processi cognitivi considerati in quanto entità in sé autonome, ed ontologicamente preesistenti all'uso all'interazione sociale. Tutti i processi cognitivi sono in realtà costruzioni socioculturali, e la loro natura va cercata nella rete degli scambi comunicativi e dei rapporti sociali.
  - Psicologia Culturale della vita quotidiana: cognizione in pratica (Lave e Norman); teoria dell'azione situata (Suchman); cognizione distribuita (Hutchins); comunità di pratica (Étienne Wenger).
- Costruttivismo sociale (europeo):
  - Serge Moscovici, (1961):

1. Teoria delle Rappresentazioni sociali: gli individui strutturano valori, idee e pratiche operative di interazione col mondo in insiemi congruenti e strutturati, che permettono di comprendere e padroneggiare cognitivamente la realtà, costituendo un sistema condiviso all'interno dei gruppi sociali.
2. Studi sull'"Influenza della minoranza".
3. Indagine sull'altruismo.
- - H. Tajfel (1982): Teoria dell'Identità Sociale, l'individuo ricava una parte significativa dell'immagine che ha di sé dall'immagine del gruppo a cui appartiene, e per tutelare la propria identità tende a sopravvalutare metodicamente il proprio gruppo ed a sottostimare metodicamente tutti gli altri. Tra le altre proprietà, si sovrastima l'omogeneità interna dell'out-group e si sottostima quella dell'in-group.

## La fine dell'utopia comportamentista

### Il cognitivismo
Il cognitivismo, a differenza di altri approcci alla psicologia (strutturalismo, funzionalismo, comportamentismo, scuola storico-culturale) non nasce da un manifesto. In un certo senso nasce in modo opposto: in una confluenza di teorie e metodiche che si riconoscono facenti parte di una solita visione della psicologia. Su basi comuni, su metodiche comuni su principi comuni, quali:
- Principio delle basi neurologiche dei processi psichici: ad ogni processo mentale sottostà un processo neurologico parallelo;
- Principio dello sviluppo: i processi mentali si sviluppano in relazione allo sviluppo ontogenetico della persona;
- Principio del costruttivismo: i processi mentali sono fenomeni attivi e non passivi (come nel comportamentismo), essi percepiscono, filtrano, elaborano, immagazzinano, apprendono, si sviluppano, ricordano ed infine operano sull'ambiente circostante.
- Principio del mentalismo: il termine psiche diviene desueto e "nasce" il termine mente, simbolicamente questo passaggio evidenzia la diversificazione fra una psicologia che ancora guarda alla mente dell'uomo come un'attività essenzialmente di risposta passiva agli stimoli ambientali (tipica di una certa corrente derivante sin da Aristotele, e presente tuttavia in larga parte nella psicologia di quegli anni), e una "nuova" psicologia cognitiva che guarda all'essere umano come portatore attivo di modificazioni sull'ambiente esterno mediante script e piani presenti nei processi mentali stessi. Da notare anche il passaggio terminologico: da funzioni psichiche, la mente che funziona in risposta all'ambiente esterno, a processi mentali, la mente che elabora le informazioni ambientali basandosi su piani e strutture atte alla risoluzione di problemi.
- Principio dell'elaborazione dell'informazione: gli stimoli ambientali sono paragonabili ad input informativi che, entrando nei processi mentali, vengono elaborati (attenzione, percezione, memoria, ecc. sono tutti processi elaborativi dell'informazione, a questo punto), ed infine si ha il termine dell'elaborazione nella messa in atto del comportamento.
- Principio della simulazione: i cognitivisti guardano al computer per avere un modello equipollente della mente dell'uomo. In esso ravvisano i principi qui esposti (compreso quello dello sviluppo, se si vuole sviluppo filogenico del computer, hardware migliorato e potenziato da una generazione di computer alla seguente, per esempio). Il computer come la mente umana: recepisce input (stimoli dall'esterno), li filtra (attenzione), li salva per una futura rielaborazione (memoria), può risolvere problemi (intelligenza), può dialogare con altri computer (linguaggio), attiva risposte motorie (mette in moto, letteralmente) con stampanti, plotter, proiettori, ecc. ecc. (comportamento manifesto, che manifesta agli altri)

#### Il cognitivismo HIP: Human Information Processing
A coniare il termine HIP (Human Information Processing) è stato Kenneth Craik, il quale ha affermato che l'elaborazione delle informazioni da parte dell'uomo sia molto simile a quella di calcolatori e macchine artificiali: Craik, infatti, parte da un assunto di fondo del primo cognitivismo che è quello di considerare l'uomo come un calcolatore automatico che per mezzo di processi cognitivi automatici elabora un dato input sensoriale per emettere un dato output d'azione. Secondo Craik, il processo di pensiero dell'uomo deve essere concepito come un processo di manipolazione dei simboli, caratterizzato da:
1. la traduzione dei processi esterni all'organismo in simboli atti a costruire una rappresentazione interna;
2. la capacità di far derivare da tali simboli primitivi altri simboli costruendo strutture di pensiero relativamente svincolate dalla realtà;
3. la capacità di tradurre nuovamente i simboli in azioni concrete, destinate a modificare la realtà esterna.

Craik giunge a formulare il modello dell'HIP conducendo un esperimento divenuto classico nella prospettiva cognitivista: l'esperimento del "tracciamento". Viene chiesto ai soggetti di sedersi di fronte ad uno schermo sul quale viene mostrato un punto luminoso in movimento. Per mezzo di una manopola posta di fronte al loro, i soggetti devono seguire il punto muovendo una freccia sullo schermo ed evitando che tale freccia si stacchi dal punto. Craik mostra che i soggetti non riescono a seguire il punto se questo compie più di due spostamenti al secondo, mentre non vi sono difficoltà se questo compie due o meno spostamenti al secondo. La conclusione a cui arriva Craik è che l'uomo può essere concepito come un servo-meccanismo in grado di autocorreggersi con tempi non inferiori al mezzo secondo, in maniera simile ad un sistema decisionale che funziona ad intermittenza: infatti, nell'esperimento del tracciamento, il punto viene visto in tranches di 500 millisecondi, seguite da tranches di vuoto durante le quali l'informazione viene elaborata e le decisioni vengono prese. Ciò dimostra, quindi, che se gli spostamenti al secondo sono due, sarà impossibile percepirli entrambi, a causa del tempo di elaborazione richiesto per tradurre in simboli il primo spostamento percepito. Pertanto, con tale esperimento, Craik dimostra anche che il tempo psichico di fatto non esiste: il presente, in realtà, è una visione retrospettiva del mondo caratterizzata da un ritardo di qualche frazione di secondo, ma da un vissuto di contemporaneità e continuità.
A partire da Craik, è nato un filone della psicologia cognitiva, ancora oggi esistente, che è stato definito proprio con il nome di HIP. Tra i suoi maggiori esponenti si annoverano A.T. Welford, autore della teoria del "canale unico"; W.E. Hick, con l'omonima legge della capacità limitata del sistema; George Miller, autore del concetto di "span" (trad. "ampiezza"); e, per certi aspetti, Noam Chomsky, padre della psicolinguistica.

#### La scienza cognitiva
Alla fine degli anni settanta, quando andavano comparendo le prime riflessioni critiche sul cognitivismo, emerse un orientamento nuovo a carattere interdisciplinare, denominato Scienza Cognitiva. Sulla scienza cognitiva confluivano varie discipline interessate allo studio della mente. Era fondamentale il riferimento al calcolatore per differenziare la scienza cognitiva rispetto alle altre linee contemporanee di indagine sui processi cognitivi.

##### Gardner
Howard Gardner ha caratterizzato la scienza cognitiva sotto 5 aspetti principali:
1. la scienza cognitiva ha per oggetto di ricerca un livello di analisi specifico, non riducibile ad altri livelli o verso il basso, neurofisiologico, o verso l'alto, sociologico. Questo livello è costituito dalle rappresentazioni mentali, da quei processi mentali che organizzano e producono conoscenza: simboli, regole, schemi, immagini.
2. il calcolatore rappresenta il modello di come funziona la mente e serve come strumento per simulare i processi mentali, è un ramo fondamentale della scienza cognitiva.
3. la scienza cognitiva studia i processi cognitivi al di fuori del contesto più generale e globale che caratterizza la mente umana, dai fattori individuali come le emozioni, motivazioni ecc., ai fattori sociali e culturali.
4. la scienza cognitiva è una ricerca interdisciplinare, che include gli apporti della psicologia sperimentale, della linguistica, dell'intelligenza artificiale, dell'antropologia e delle neuroscienze.
5. la scienza cognitiva affronta i problemi della conoscenza (come la mente conosce, quali sono i suoi limiti, ecc.) che sono stati centrali nella storia della filosofia occidentale, dai tempi di Platone e Aristotele fino a oggi.

Essa è quindi la versione contemporanea di una lunga tradizione del pensiero filosofico occidentale.
Già alla metà degli anni cinquanta si potevano distinguere due orientamenti in questo campo: da una parte, vi erano gli scienziati che realizzavano programmi al calcolatore riferendosi alle operazioni svolte dall'intelligenza umana; dall'altra, gli scienziati che intendevano studiare i processi cognitivi indipendentemente dal sistema fisico che li realizzava, fosse una macchina elettronica come il calcolatore, o una macchina chimica come il cervello. La differenza tra i due orientamenti viene attualmente indicata con la distinzione tra un'intelligenza artificiale "dura", hard, che progetta programmi non necessariamente simili a quelli della mente umana, ed un'intelligenza "morbida", soft, che ha per riferimento i processi mentali umani. I contributi di maggiore interesse della scienza cognitiva riguardano la percezione visiva, la rappresentazione della coscienza e l'architettura della mente.

#### Il connessionismo
Un orientamento della scienza cognitiva si è sviluppato sotto il nome di connessionismo. La sua caratteristica principale è il superamento della concezione di calcolatore fondata su un'organizzazione sequenziale della elaborazione dell'informazione (ogni operazione è svolta una dopo l'altra in sequenza, stadio per stadio), e la separazione tra unità centrale di elaborazione e memoria. Per i modelli connessionistici, l'elaborazione avviene infatti in parallelo, e non vi è un'unità di memoria separata dall'unità di elaborazione.
Le operazioni non sono organizzate in modo gerarchico ma avvengono simultaneamente nelle reti (reti neuronali) di connessioni tra molteplici unità semplici di elaborazione. L'informazione non sarebbe, quindi localizzata in singole unità, ma sarebbe distribuita, secondo un proprio pattern, nell'intera rete funzionale.
In anni recenti, la confluenza di neuroscienze e scienza cognitiva ha dato origine al filone di ricerca delle neuroscienze cognitive, nel cui ambito i modelli connessionistici hanno dimostrato in molti casi la loro utilità euristica e la coerenza esplicativa (v. ad es. i neuroni specchio).

### Il costruttivismo
Un approccio psicologico alternativo al comportamentismo è quello costruttivista. Il costruttivismo, prima che considerare una realtà esterna alla mente, considera le costruzioni mentali con cui essa si adegua alle esperienze percepite. È un approccio epistemologicamente innovatore, visto che rifiuta l'idea che ci sia a priori un mondo esterno alla mente.
Originariamente ispirato alle istanze fenomenologiche (Edmund Husserl, Alfred Schütz), è stato rielaborato in psicologia clinica a partire dal lavoro di George Kelly e dei suoi allievi (PCP, Personal Construct Psychology).
Il costruttivismo, oltre ad essere un approccio teorico, ha importanti applicazioni cliniche e pedagogiche.
Parallelamente al costruttivismo psicologico, ma a partire da una matrice sociologica, si è sviluppato il sociocostruzionismo, che condivide alcuni assunti del costruttivismo psicologico, ma li declina in un'ottica più sociale.

## La psicologia sul finire del secolo XX

### Lev Vygotskij in occidente: la riscoperta
A parte attraverso pochi articoli usciti in inglese precedentemente, il nome di Vygotskij rimase poco noto in Occidente fino a quando nel 1962 uscì una traduzione americana di "Pensiero e linguaggio", con prefazione di J. S. Bruner e postfazione di J. Piaget. Sulla base di questa edizione, parziale, con forti tagli derivati anche dalla versione russa censurata del 1956, furono compiute le varie traduzioni occidentali, compresa quella italiana del 1966. La prima traduzione integrale di "Pensiero e linguaggio", condotta sulla prima edizione russa del 1934, fu quella in italiano condotta da L. Mecacci nel 1990. In Italia furono pubblicate varie opere di Vygotskij negli anni settanta e nel 1979 si tenne a Roma, organizzato da L. Mecacci, un convegno su Vygotskij, il primo evento scientifico in occidente su questo psicologo. Altri convegni furono poi tenuti a Chicago (1980), Mosca (1981), Acapulco (1984), Parigi (1987), e Budapest (1988). Negli anni ottanta cominciarono a delinearsi due orientamenti di studi con riferimento a Vygotskij: da una parte, un'indagine storica sempre più rigorosa e basata sui documenti sul contesto in cui maturò in Russia la teoria di Vygotskij (ricerche di R. Van der Veer, L. Mecacci, ecc.) e dall'altra uno sviluppo teorico e metodologico di questa teoria nel quadro della psicologia contemporanea, portando alla nascita del cosiddetto orientamento neovygotskijano (tra gli psicologi italiani: M. S. Veggetti, C. Pontecorvo, C. Zucchermaglio, ecc.), soprattutto nel campo della psicologia dello sviluppo e della pedagogia.

### La Social Cognition
La social cognition si sviluppa come ramo interno della psicologia cognitiva declinato in sede sociale, studia i processi cognitivi che sottostanno al comportamento identificando nel contesto sociale una determinante molto importante per la condotta.
Gli studi della Social Cognition sono concentrati da un lato sulle strutture di conoscenza (schemi, categorizzazioni, stereotipi, euristiche, etc.), e dall'altro sulla scoperta delle "distorsioni" di ragionamento (Bias) che tali strutture comportano. 
Importanti sviluppi sono stati inoltre conseguiti sul tema della ricerca sui processi di gruppo (small groups) e della comunicazione sociale.

Un altro filone significativo di questo nucleo teorico approfondisce la bivalenza dei processi cognitivi individuali e della realtà sociale in cui tali processi sono causa ed effetto. L'autore più importante di questo filone di ricerca rappresenta senza dubbio Albert Bandura e la sua teoria dell'apprendimento sociale, da cui prese forma un intero nucleo teorico denominato teoria sociale cognitiva della personalità.
La Social Cognition rappresenta l'evoluzione ed integrazione degli studi cognitivi con quelli di psicologia sociale sperimentale di ambito anglosassone; in parallelo a questa tradizione, ma su diversi presupposti epistemologici e metodologici, si è sviluppato in Europa (in Francia in particolare) il paradigma di ricerca delle Rappresentazioni sociali, a partire dal lavoro di Serge Moscovici e Denise Jodelet.

### La psicologia fisiologica, la psicofisiologia e la neuropsicologia
Fino agli anni sessanta il termine psicologia fisiologica indicava lo studio delle basi fisiologiche, e quindi cerebrali, del comportamento effettivo, indipendentemente dai fenomeni studiati e dalle metodologie d'indagine. Verso la metà degli anni sessanta fu stabilita una prima differenziazione, tra le diverse discipline quali la psicofisiologia e la psicologia fisiologica:
- la prima indica lo studio, condotto soprattutto su soggetti umani sani, delle variazioni fisiologiche, come elettroencefalogramma o elettrocardiogramma, correlate a processi cognitivi, come per es. la percezione o l'attenzione;
- la seconda indica l'impostazione di ricerca, condotta soprattutto su soggetti animali, che studia l'effetto della manipolazione delle variabili fisiologiche (es. lesione o stimolazione elettrica di aree cerebrali, somministrazione di farmaci) sulle variabili comportamentali, in pratica come le ricerche di Karl Lashley.

Il termine neuropsicologia ha acquistato un significato specifico a partire dagli anni sessanta. In particolare, per neuropsicologia clinica si intende lo studio dei danni cognitivi in soggetti umani con lesioni encefaliche. La neuropsicologia aveva quindi una lunga tradizione, dalle prime descrizioni avvenute nell'Ottocento, cioè i casi di afasia descritti da Broca e Wernicke, alle ricerche successive alla prima guerra mondiale. Uno sviluppo massiccio della neuropsicologia si ebbe dopo la seconda guerra mondiale, tramite lo studio degli effetti cognitivi delle lesioni cerebrali sui soldati feriti in guerra. Il punto di svolta più importante delle ricerche di neuropsicologia degli anni sessanta è rappresentata dalla metodologia: la prestazione dei soggetti con danno cerebrale era confrontata con quella di soggetti sani, senza danno neurologico, utilizzando quindi un paradigma sperimentale diverso ed ampliando dunque i dati derivati dall'analisi isolata di casi singoli.